# Mariposa de Hofstadter
En física de la materia condensada, la mariposa de Hofstadter se refiere a las propiedades del espectro de energía de electrones en una red cristalina en presencia de un campo magnético. La figura, que presenta autosimilitud y comportamiento fractal, fue descubierta por Douglas Hofstadter en 1976.
La mariposa de Hofstadter jugó un rol histórico esencial en la teoría del efecto Hall cuántico y de la topología cuántica.

## Teoría

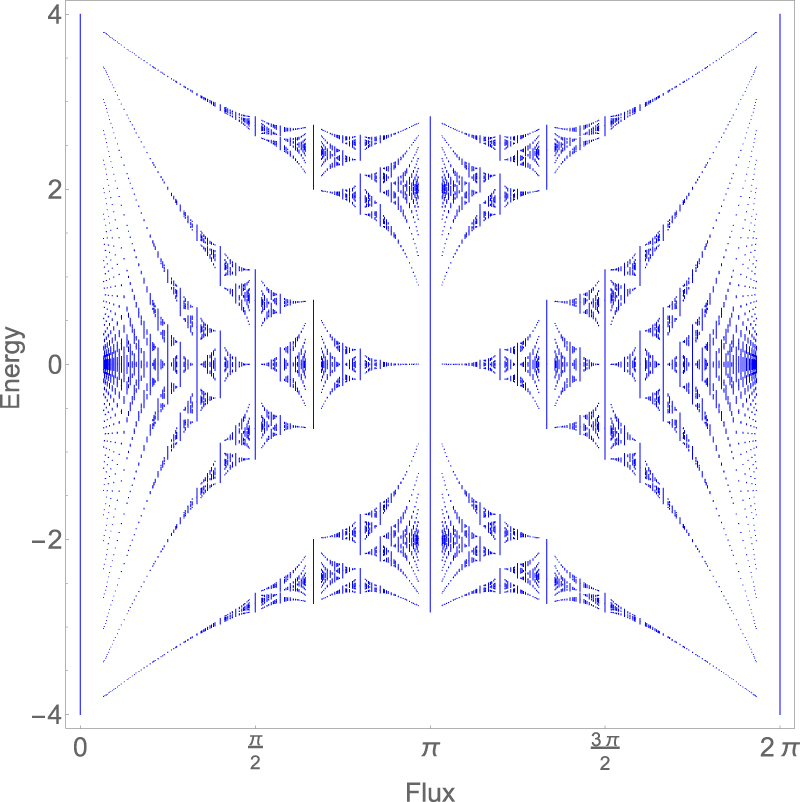
Mariposa de Hofstadter. Este fractal aparece cuando se grafica la energía de los electrones en una malla bidimensional en función del flujo magnético a través de una celda de la malla.

Hofstadter en su estudio de electrones sin interacción en una malla cuadrada de constante {\displaystyle a}, consideró la relación de dispersión en un modelo de enlace fuertes, tal que
{\displaystyle E(\mathbf {k} )=E_{0}(\cos k_{x}a+\cos k_{y}a),}
donde {\displaystyle E(\mathbf {k} )} es la energía, {\displaystyle \mathbf {k} =(k_{x},k_{y})} es el vector de onda asociado a la malla, y {\displaystyle E_{0}} un parámetro empírico. Bajo influencia de un campo magnético homogéneo y constante {\displaystyle \mathbf {B} =\nabla \times \mathbf {A} }, donde {\displaystyle \mathbf {A} } es el potencial vectorial electromagnético, uno puede introducir  un cambio en la energía haciendo la sustitución siguiente: {\displaystyle \hbar \mathbf {k} \to \mathbf {p} -q\mathbf {A} }, donde {\displaystyle \mathbf {p} =(p_{x},p_{y})} es el operador cantidad de movimiento y {\displaystyle q=-e} es la carga del electrón. Por conveniencia Hofstadter escoge el gauge {\displaystyle \mathbf {A} =(0,Bx,0)}.
La ecuación de Schrödinger resultante, luego de considerar efectos de simetría y de traslación es la siguiente:
{\displaystyle g_{n}+g_{n-1}+2\cos(2\pi n\alpha -\nu )g_{n}=\epsilon g_{n},}
donde {\displaystyle \epsilon =2E/E_{0}} y {\displaystyle \alpha =\phi (B)/\phi _{0}} , donde {\displaystyle \phi (B)=Ba^{2}} es proporcional al flujo magnético a través de una celda de la malla y {\displaystyle \phi _{0}=2\pi \hbar /q} es el cuanta del flujo magnético. La función de onda del electrón está dada por {\displaystyle \psi (x,y)=\psi (na,ma)=g_{n}e^{i\nu m}}, donde {\displaystyle n,m} son número enteros.
Esta última relación de recurrencia, se conoce como la ecuación de Harper. La mariposa de Hofstadter representa las solución gráfica de los posibles valores de {\displaystyle \epsilon } en función del flujo {\displaystyle \alpha }.

## Confirmaciones experimentales
Christian Albrecht, Klaus von Klitzing y colaboradores realizaron una ejecución experimental en 2001 de la mariposa de Hofstadter. Lograron comprobar la predicción de David J. Thouless y de sus colaboradores que indicaba que la conductancia eléctrica debe estar cuantificada (ver efecto Hall cuántico).
Dos equipos independientes demostraron el patrón de mariposa de Hofstadter en muestras de grafeno en 2013.
En 2017, equipos académicos en colaboración con Google, demostraron la predicción de Hofstadter en simuladores cuánticos en cúbits superconductores.